# Cylindrepomus atropos
Cylindrepomus atropos är en skalbaggsart som beskrevs av Dillon 1948. Cylindrepomus atropos ingår i släktet Cylindrepomus och familjen långhorningar.
Artens utbredningsområde är Filippinerna. Inga underarter finns listade i Catalogue of Life.